# Bund für Umweltschutz
Der Bund für Umweltschutz (BfU) war ein 1971 gegründeter Verband, der sich für Umweltschutz einsetzte.
Zu Beginn der 1970er Jahre verdichteten sich die Besorgnisse der Bürger über die Beeinträchtigung der Umwelt dermaßen, dass der Begriff Umweltschutz zu einem geflügelten Wort wurde. So war es nichts Ungewöhnliches, dass sich in Tübingen 1970 nach dem Vortrag Überleben im Atomzeitalter von Harald Stumpf spontan eine Gruppierung von Studenten bildete, die ihre politische Arbeit unter dem Namen „Komitee für Umweltschutz“ aufnahm.
Um nach einigen Differenzen das Umweltschutzthema auch mehr für die übrige Bürgerschaft zu öffnen, gründete der Pädagoge und Doktorand Hartmut Gründler im Frühjahr 1971 den Tübinger „Bund für Umweltschutz“ (BfU), in dem er bis zu seinem Ausschluss und der alternativen Gründung seines „Arbeitskreises Lebensschutz – Gewaltfreie Aktion im Umweltschutz e.V.“ intensiv mitarbeitete.
Kurz darauf fanden die Sache und der Begriff „BfU“ in mindestens zwei Städten Nachahmung, nämlich im benachbarten Reutlingen (BfU Reutlingen, Sprecher Gustav Pfeifer) und im nahen Metzingen (BfU Ermstal/Alb, Sprecher Frieder Lorch). Alle drei Verbände waren bis in die achtziger Jahre sehr aktiv, vornehmlich in der Auseinandersetzung um die Atomenergie und den Kampf gegen das geplante AKW Reutlingen-Mittelstadt. 

## Weblink
- Wissenschaftsladen Tübingen: Geschichte